# Spassk-Rjazanskij
Spassk-Rjazanskij (anche traslitterata come Spassk-Ryazansky) è una cittadina della Russia europea centrale (Oblast' di Rjazan'), situata vicino alla riva sinistra del fiume Oka (affluente del Volga), 55 chilometri a sudest del capoluogo; è amministrativamente compresa nel rajon di Spassk.
Risale al 1629 la fondazione di uno sloboda con il nome di Vaskina Poljana (russo Васкина Поляна); al 1778 risale la concessione dello status di città, con il nome di Spassk. L'attuale nome le venne dato nel 1929, per distinguerla da una sua omonima nell'estremo oriente russo (Spassk-Dal'nij).

## Società

### Evoluzione demografica
Fonte: mojgorod.ru
- 1989: 19.600
- 1996: 21.400
- 2002: 20.743
- 2006: 20.300